# Hell Militia
Hell Militia (v překladu pekelná milice) je francouzská black metalová hudební skupina z Paříže založená roku 1999 kytaristou s pseudonymem T. Persecutor.
Debutní studiové album vyšlo roku 2005 a nese název Canonisation of the Foul Spirit.

## Diskografie

### Dema
- The Second Coming – Reh' (2003)

### Studiová alba
- Canonisation of the Foul Spirit (2005)
- Last Station on the Road to Death (2010)[2]
- Jacob's Ladder (2012)

### Split nahrávky
- SPK Kommando (2001)